# チオ硫酸アンモニウム
チオ硫酸アンモニウム(英: ammonium thiosulfate)は、組成式(NH4)2S2O3で表されるチオ硫酸のアンモニウム塩である。LD50(経口、ラット)は2890mg / kgである。

## 性質
吸湿性の強い白色斜方晶で、150℃に加熱すると亜硫酸アンモニウム、硫黄、アンモニア、硫化水素、水に分解。水に易溶、アセトンに微溶。アルコールやエーテルに不溶、空気中では不安定だが、アンモニア中では安定。

## 製造方法
炭酸水素アンモニウムを二酸化硫黄および水と反応させ亜硫酸アンモニウムを生成させた後、これを濾過して不純物を除去する。次に硫黄と一緒に煮沸させ、その後濾過、蒸発、冷却により結晶化及び遠心分離してチオ硫酸アンモニウムを得る。
{\displaystyle {\ce {2NH4HCO3 + SO2 -> (NH4)2SO3 + H2O + 2CO2}}}
{\displaystyle {\ce {(NH4)2SO3 + S -> (NH4)2S2O3}}}
また、チオ硫酸カルシウム水溶液と炭酸アンモニウム水溶液を混合し、生ずる炭酸カルシウムの沈殿を回収しても得られる。
{\displaystyle {\ce {(NH4)2CO3 + Ca2S2O3 -> CaCO3v + (NH4)2S2O3}}}

## 用途
チオ硫酸ナトリウムの代用に写真の定着剤として使用される。チオ硫酸アンモニウム由来の銀錯体はチオ硫酸ナトリウム由来とは対照的に、錯体の熱分解が硫化銀(I)のみの残基を残すため銀の回収が容易である。また、チオ硫酸ナトリウムと比較して洗浄時間が短く、ハロゲン化銀を溶解しやすいという利点がある。下記は臭化銀(I)との反応を示す。
{\displaystyle {\ce {AgBr + 2(NH4)2S2O3 -> (NH4)3[Ag(S2O3)2] + NH4Br}}}{\displaystyle {\ce {AgBr + 3(NH4)2S2O3 -> (NH4)5[Ag(S2O3)3] + NH4Br}}}
また、チオ硫酸アンモニウムは肥料として使用することができる。燃焼中のダイオキシン類やフランの生成の抑制に石炭廃棄物混合物の添加剤としても使用される。
金および銀の精製として使用されることもあり、その際は触媒として銅を必要とする。
他にも、医療用の殺菌剤及び分析試薬として使用され得る。